# Francesco Vanni
Francesco Vanni (Siena, 5 gennaio 1564 – Siena, 26 ottobre 1610) è stato un pittore e incisore italiano.

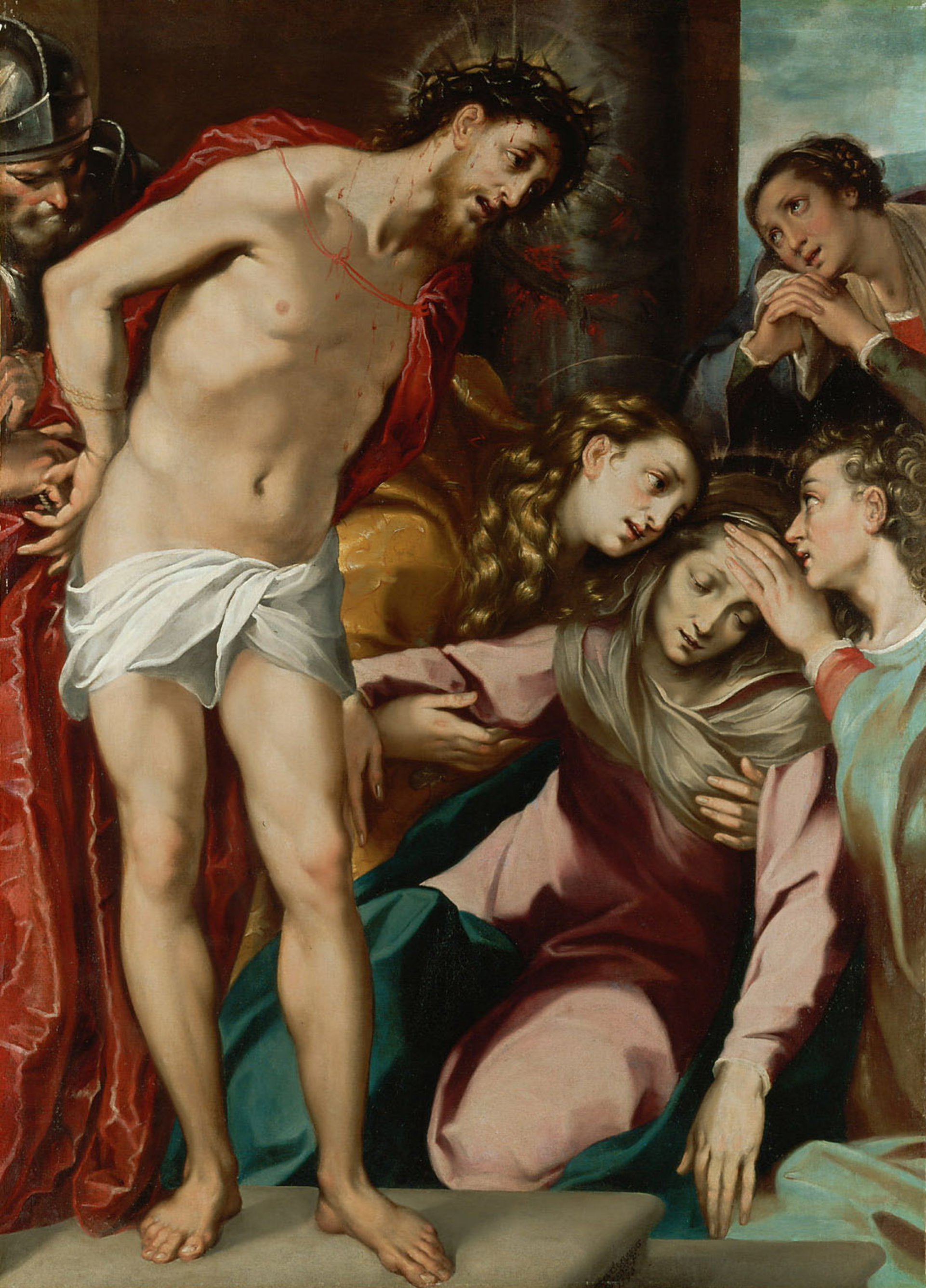
Cristo alla flagellazione, conservato al Kunsthistorisches Museum (Vienna)

Il Vanni evolve il suo stile dal Manierismo ed è considerato un pittore barocco. Subì gli influssi e il fascino dell'arte di Raffaello, di Federico Barocci e di Annibale Carracci.

## Biografia
Ebbe come maestro il suo patrigno Arcangelo Salimbeni. A quindici anni circa si trasferì a Bologna dove forse lavorò con Bartolomeo Passarotti. 
Negli anni ottanta del Cinquecento ritornò a Siena, dove si dedicò a numerose opere d'arte sacra, commissionate per rispettare i nuovi canoni della Controriforma. Realizza l'altare di Sant'Ansano, evangelizzatore e protettore della città, nel Duomo di Siena e l'altare maggiore nella chiesa di San Niccolò in Sasso.
Nel 1595 realizzò una pianta di Siena che è stata definita "una fotografia ante litteram".

Con un'abilità ancora inusuale per i tempi, la città è ripresa "a volo d'uccello". Si pensi a quanto rudimentali fossero ancora gli strumenti per le rilevazioni del terreno nonostante il progresso rinascimentale.

La pianta è un rilievo assonometrico quasi perfetto che rispetta il bilanciamento tra necessità prospettiche, il rapporto tra volumi e distanze e la tessitura grafica.
Dal 1600 al 1604 è a Roma dove realizza una pala d'altare nella Basilica di San Pietro.
Muore nel 1610 e viene sepolto nella chiesa di San Giorgio a Siena, dove un monumento commemorativo in controfacciata fatto costruire dai figli lo ricorda. Bernardino Capitelli realizzò nel 1634 un Ritratto di Francesco Vanni postumo, ripreso da fonte ignota.

## Opere

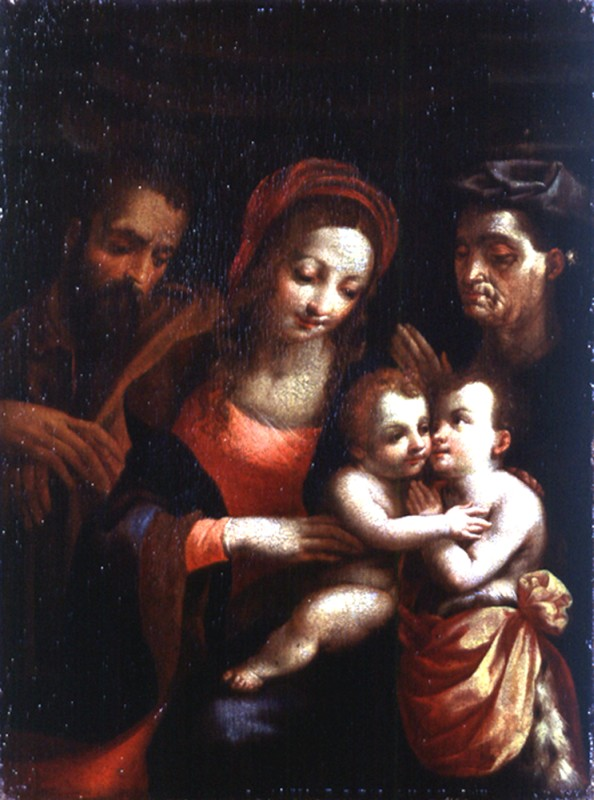
Sacra Famiglia con Santa Elisabetta e San Giovannino, 1600-1610 (Fondazione Cariplo)

### Dipinti
- Santa Caterina scambia il cuore con Gesù, 1585, Casa-Santuario di Santa Caterina da Siena, Siena
- il Battesimo di Costantino, 1586, Chiesa di Sant'Agostino, Siena
- Immacolata Concezione, 1586, Concattedrale del SS. Salvatore, Montalcino
- Decollazione del Battista, 1589, Chiesa di San Leonardo, Arcidosso
- Madonna col Bambino, san Bernardino, san Francesco e san Leonardo, 1593, Chiesa dei Cappuccini, Arcidosso
- Sant'Ansano battezza i senesi, 1593-1596, Cattedrale di Siena
- SS. Trinità, 1595, Insigne Collegiata di Santa Maria in Provenzano, Siena.
- Salita al Calvario e svenimento della Vergine, 1596, Kunsthistorisches Museum, Vienna
- Liberazione di un'ossessa da parte di Santa Caterina, 1596, Cappella di Santa Caterina, Basilica di San Domenico, Siena
- Figure di Raimondo da Capua e Antonio Nacci (detto il "Caffarini"), 1596, Cappella di Santa Caterina, Basilica di San Domenico, Siena
- Assunzione di Maria, 1597, Gemäldegalerie, Berlino
- Madonna col Bambino, San Lorenzo e Santa Caterina, 1598, Museo di arte sacra della Val d'Arbia, Buonconvento
- Annunciazione, Basilica di San Clemente in Santa Maria dei Servi, Siena
- Madonna di Loreto e i Santi Paolo e Francesco, Chiesa di San Giovenale, Logna (Cascia)
- Ritorno dalla fuga in Egitto, Palazzo Arcivescovile di Siena
- Cristo alla colonna, Palazzo Arcivescovile di Siena
- Vergine col Bambino fra le sante Cecilia e Agnese, Palazzo Arcivescovile di Siena
- San Giacinto che salva da un incendio una statua della Vergine e un ostensorio, 1600, Basilica di San Domenico, Siena
- Canonizzazione di Santa Caterina, 1600, Casa-Santuario di Santa Caterina da Siena, Siena
- Ritratto di Aurelio Chigi, 1600, Palazzo Chigi, Ariccia
- Santa Caterina, Cristo in Pietà, San Michele arcangelo, Madonna con due confratelli, testate di bara, tempera su tavola, fine XVII - inizio XVIII secolo (solo parziale attribuzione a Francesco Vanni), Museo d'arte sacra, Grosseto
- Crocifissione con Vergine, san Francesco e santa Caterina, inizi 1600, Museo della Cattedrale, Lucca
- Martirio di santa Cecilia, 1601, Basilica di Santa Cecilia in Trastevere, Roma
- Maria Immacolata e i santi Francesco, Domenico, Lodovico di Tolosa e Margherita di Cortona, 1602, Basilica di Santa Margherita, Cortona
- Caduta di Simon mago, 1603, Museo Petriano, Città del Vaticano
- Ritratto del cardinale Cesare Baronio, 1605, Chiesa di Santa Maria in Vallicella, Roma
- Martirio di Santa Lucia, 1606, Chiesa dei Santi Niccolò e Lucia, Siena
- Cristo risorto, san Silvestro Gozzolini e una santa, 1607, Chiesa di San Benedetto, Fabriano
- Madonna in Trono col Bambino e santi in adorazione, 1608-1609, Chiesa di San Niccolò in Sasso, Siena
- Comunione della Maddalena, 1609, Chiesa di Santa Maria Assunta in Carignano, Genova
- Madonna del Rosario e san Pio V, 1609, Concattedrale dei SS. Pietro e Paolo, Pitigliano
- Sacra Famiglia con Santa Elisabetta e San Giovannino, 1600-1610, Fondazione Cariplo, Milano
- Disputa del Sacramento, 1610, Cattedrale di Pisa
- Crocifissione con il padre Matteo Guerra, Chiesa di San Giorgio, Siena
- San Gerolamo (attr.), Pinacoteca civica, Forlì
- Visione della Vergine e di Cristo di un frate domenicano, Chiesa di Santa Maria in Portico a Fontegiusta, Siena
- Autoritratto, Pinacoteca Nazionale, Siena
- Tributo della Moneta, Pinacoteca Nazionale, Siena
- Immacolata Concezione e Dio Padre, Pinacoteca Nazionale, Siena
- Incoronazione della Vergine, Chiesa e Convento di Santa Marta, Siena
- Autoritratto, Galleria degli Uffizi, Firenze
- Dedicazione della Chiesa abbaziale e Vestizione di San Bernardo Tolomei, Abbazia di Monte Oliveto Maggiore
- Madonna in trono tra i santi Barnardino da Siena e Agata, Basilica di sant'Agata, Asciano
- Sant'Ansano battezza l'allegoria della Città di Siena, Musée Municipal, Brest
- Madonna col Bambino che dona la corona di spine a santa Caterina al cospetto di santa Cecilia, National Gallery of Scotland, Edimburgo
- La Sacra Famiglia, 1563-1610, Szépművészeti Múzeum, Budapest
- Amor sacro e amor profano, The Israel Museum, Gerusalemme
- Madonna addolorata e san Giovanni evangelista, Museo del Prado, Madrid

### Disegni
- La Madonna del Rosario con San Domenico e Santa Caterina (1590-1592) Ashmolean Museum, Oxford, Gran Bretagna (disegno acquarellato)
- Studi di figure umane e di architettura (recto Archiviato l'11 marzo 2007 in Internet Archive. e http://www.artandarchitecture.org.uk/images/gallery/fd73edcb.html?ixsid=bITDcD7vZlf[collegamento interrotto]) Courtauld Institute of Art Gallery, Londra (penna e inchiostro marrone su carta)